# Buduslău, Bihor
Buduslău (În limba maghiară: Érbogyoszló) este satul de reședință al comunei cu același nume din județul Bihor, Crișana, România.